# Кінґ Беґґот
Вільям Кінг Беггот (англ. William King Baggot; 7 листопада 1879, Сент-Луїс, штат Міссурі — 11 липня 1948, Лос-Анджелес, США) — американський актор, режисер і сценарист. Він був всесвітньо відомою кінозіркою в епоху німого кіно. Беґґота називали «королем фільмів», «найфотографованішою людиною у світі».
Беґґот знявся щонайменше у 269 кінофільмах з 1909 по 1947 рік, написав 18 сценаріїв, і режисирував 45 фільмів з 1912 до 1928 р.

## Біографія
Народився в Сент-Луїсі, штат Міссурі, в сім'ї Вільяма Беґґот (1845-1909) і Гаррієт «Хат» Кінґ (1859-1933). У сім'ї було ще 6 братів і сестер.
Його батько народився в Ірландії, емігрував з графства Лімерик в Сполучені Штати в 1852 році й займався торгівлею нерухомості в Сент-Луїсі.
Після закінчення середньої школи, в 1894 році, залишив Сент-Луїс і вирушив до Чикаго, де працював клерком у свого дядька Едварда Беґґота (1839-1903), який займався продажем сантехніки, газових і електричних приладів. У 1899 році він повернувся в Сент-Луїс, і працював у Christian Brothers College, відомій католицькій школі, де досяг успіху в заняттях спортом, був зіркою футболу і бейсболу та став капітаном футбольної команди.
Пізніше грав у напівпрофесійній футбольній команді Сент-Луїса.
Одночасно він продавав квитки на ігри місцевої бейсбольної команди і працював клерком в конторі свого батька з продажу нерухомості.
Помер у віці 68 років від інсульту в санаторії в Лос-Анджелесі. Його відспівування було проведено в каплиці Пірс Бразерс Голлівуд 15 липня 1948. Він похований на цвинтарі Голгофа.

## Фільмографія

### Актор
- 1911 — Sweet Memories
- 1911 — The Scarlet Letter
- 1912 — The Lie
- 1913 — Доктор Джекілл і містер Хайд (1913) / Dr. Jekyll and Mr. Hyde
- 1913 — Ivanhoe
- 1914 — Абсент / Absinthe
- 1915 — The Corsican Brothers
- 1918 — The Eagle's Eye
- 1918 — Kildare of Storm
- 1919 — / The Hawk's Trail
- 1919 — Людина, яка залишилася вдома / The Man Who Stayed at Home — Крістофер Брент
- 1920 — Шахрай / The Cheater — лорд Асгарбі
- 1921 — Дівчина в таксі / The Girl in the Taxi — майор Фредерік Сміт
- 1923 — The Thrill Chaser
- 1932 — Police Court
- 1935 — Mississippi
- 1941 — Come Live with Me
- 1942 — Jackass Mail

### Режисер
- 1922 — Поцілунок / Kissed